# اسم حربي
الاسم الحربي (بالفرنسية: *nom de guerre*) هو اسم مستعار يختاره الشخص لاستخدامه عندما يكون مشاركًا في نشاط معين، خاصة في الحروب.
في فرنسا في عهد النظام القديم، كان يتم تبني هذا الاسم من قبل كل جندي جديد عند التحاقه بالجيش الفرنسي، أو كان يتم تعيينه لهم من قبل قائد الكتيبة. كانت هذه الألقاب تحمل طابعًا رسميًا وكانت سابقة للأرقام التعريفية: كان الجنود يُعرفون بأسمائهم الأولى، وألقابهم العائلية، وأسمائهم الحربية (مثل: جان أمارو يُلقب لافيدليتيه). عادة ما كانت هذه الأسماء مرتبطة بمكان منشأ الجندي (مثل: جان دي لاند يُلقب شامبيني، لجندي قادم من مدينة تدعى شامبيني)، أو بميزة جسدية أو شخصية معينة (مثل: أنطوان بونيه يُلقب بريتابوار، لجندي "جاهز للشرب"). في عام 1716، أصبح الاسم الحربي إلزاميًا لكل جندي، في حين أن الضباط لم يتبنى الألقاب الحربية لأنهم اعتبروها مهينة. في الحياة اليومية، كان يمكن أن تحل هذه الألقاب محل الاسم العائلي الحقيقي.
تم تبني الأسماء الحربية لأسباب أمنية من قبل أعضاء المقاومة الفرنسية في الحرب العالمية الثانية و المقاومة البولندية. وغالبًا ما يتم تبني هذه الألقاب من قبل الجنود في وحدات القوات الخاصة، مثل أفراد القوة الجوية الخاصة (SAS) والعديد من مقاتلي المقاومة و الإرهابيين و المتمردين. هذه الممارسة تخفي هوياتهم وقد تحمي عائلاتهم من الانتقام؛ كما قد تكون وسيلة للفصل عن الحياة العادية.
من بين الشخصيات الشهيرة التي تبنت أسماء حربية: إيلتش راميريز سانشيز (كارلوس جاكال)، و ويلي براندت، مستشار ألمانيا الغربية؛ و الناطق باسم جيش التحرير الوطني الزاباتي (EZLN) سوبكومانديتي ماركوس. خلال القتال السري لمنظمة "ليحي" ضد البريطانيين في فلسطين تحت الانتداب، تبنى قائد المنظمة يتسحاق شامير (الذي أصبح رئيس وزراء إسرائيل لاحقًا) الاسم الحربي "ميخائيل"، تكريمًا لمايكل كولينز من أيرلندا. كان يتم استخدام المصطلح "اسم مستعار" أيضًا في شكل "سودونيم" في أخطاء شائعة لكلمة الاسم الحربي لتقليل تكلفة البرقيات خلال الحربين العالميتين الأولى والثانية.
غالبًا ما اعتمد الثوار وقادة المقاومة مثل لينين و ستالين و تروتسكي و غولدا مئير و فيليب لوكلير دي هوكلوك و جوزيف بروز تيتو أسمائهم الحربية كأسمائهم الرسمية بعد النضال. كما تبنى جورجيوس غريفا، المقاتل القبرصي اليوناني في "إيوكا"، الاسم الحربي "ديغينيس" (Διγενής). في الفيلق الفرنسي الأجنبي، يمكن للمجندين تبني اسم مستعار للابتعاد عن حياتهم السابقة. لطالما استخدم المرتزقة "الأسماء الحربية"، وأحيانًا حتى هويات متعددة، حسب الدولة والصراع والظروف. ومن بين أشهر الأسماء الحربية اليوم هي "الكنية" التي يستخدمها المجاهدون الإسلاميون، وهي تأخذ شكل "الكنية"، سواء كانت حرفية أو مجازية.
كما تم استخدام هذه الأسماء الحربية في أفريقيا. جزئياً، كان من ضمن عملية تشكيل الأطفال الجنود إعطاؤهم مثل هذه الأسماء. كما تم استخدامها من قبل المقاتلين في جيش التحرير الشعبي في ناميبيا، حيث احتفظ بعض المقاتلين بهذه الأسماء كأسمائهم الدائمة.